# ادیب غزی
ابراهیم بن یحیی أشهبی شهرت‌یافته به ادیب غِزّی (۱۰۴۹م - ۱۱۳۰م) شاعر و ادیب فلسطینی از اهالی غزه بود. در صور درس خواند و به دمشق رفت. سپس به نظامیهٔ بغداد رفت؛ آنجا دانش آموخت و به خراسان کوچید و ملکشاه و سلطان سنجر را مدح نمود. در سال ۵۲۴ق در راه مرو به بلخ درگذشت؛ و در بلخ دفن شد.